# Biswarea
Biswarea es un género con una especie, Biswarea tonglensis,  de plantas con flores perteneciente a la familia Cucurbitaceae. 